# Себастьян Бреза
Себастьян Бреза (англ. Sebastian Breza, нар. 16 березня 1998, Оттава, Канада) — канадський футболіст, воротар італійського клубу «Болонья». На правах оренди грає у клубі МЛС «Монреаль Імпакт».

## Ігрова кар'єра

### Клубна
Себастьян Бреза народився у місті Оттава. Починав грати воротарем як у футболі, так і в хокеї. Остаточно зробив вибір на користь футболу і перебрався до Італії, де проходив футбольну школу в клубах «Монополі» та «Палермо». Але в основі цих команд Бреза так і не зіграв, і у 2017 році перейшов до клубу Серії D — «Потенца», де він став основним голкіпером і допоміг команді піднятися у Серію С.
У січні 2020 року клуб Серії А «Болонья» запросив канадського воротаря до свого складу на правах оренди. Після чого у 2020 році Бреза підписав з клубом повноцінний контракт. Але пробитися до основи у «Болоньї» Бреза не зумів і через рік знову відправився в оренду. Цього разу на батьківщину — в клуб МЛС «Монреаль Імпакт».

### Збірна
Себастьян Бреза має польське та норвезьке коріння. Окрім канадського громадянства також має паспорт Норвегії. У 2016 році воротар провів одну гру у складі молодіжної збірної Канади.